# Vilar Maior (Galiza)
Vilar Maior (Vilarmaior; em espanhol Villarmayor) é um município da Espanha na província 
da Corunha, 
comunidade autónoma da Galiza, de área 30,81 km² com 
população de 1362 habitantes (2004) e densidade populacional de 44,21 hab/km².

## Demografia
| Variação demográfica do município entre 1991 e 2004 | Variação demográfica do município entre 1991 e 2004 | Variação demográfica do município entre 1991 e 2004 | Variação demográfica do município entre 1991 e 2004 |
| --------------------------------------------------- | --------------------------------------------------- | --------------------------------------------------- | --------------------------------------------------- |
| 1991                                                | 1996                                                | 2001                                                | 2004                                                |
| 1448                                                | 1435                                                | 1365                                                | 1362                                                |